# Mascarenichthys heemstrai
Mascarenichthys heemstrai är en fiskart som beskrevs av Werner Schwarzhans och Møller 2007. Mascarenichthys heemstrai ingår i släktet Mascarenichthys och familjen Bythitidae. Inga underarter finns listade i Catalogue of Life.